# Tržec
Tržec je naselje v Občini Videm.
Tržec je rojstna vas šolskega nadzornika, kanonika in pisca Jožefa Pichlerja.